# Прокопчук Ігор Васильович
І́гор Васи́льович Прокопчу́к (* 3 березня 1968, Коростень, Житомирська область, Українська РСР) — український дипломат. Надзвичайний та Повноважний Посол України в Литовській Республіці (2008—2010). Постійний представник України при міжнародних організаціях у Відні (2010—2019). Надзвичайний та Повноважний Посол України в Румунії (з 2022).

## Життєпис
Народився 3 березня 1968 року в місті Коростень на Житомирщині. У 1992 році закінчив Київський державний університет ім. Тараса Шевченка. Володіє російською та англійською мовами.
З 1992 по 1994 — працював в Управлінні інформації Міністерства закордонних справ України.
З 1994 по 1997 — працював в Посольстві України у Великій Британії та Північній Ірландії.
З 1997 по 1998 — працював в Нью-Йорку в офісі Голови Генеральної Асамблеї ООН.
З 1998 по 2001 — працював радником у секретаріаті Міністра закордонних справ України, а пізніше був призначений заступником начальника — керівником відділу США та Канади.
З 2001 по 2004 — радник-посланник Посольства України у Великій Британії та Північній Ірландії.
З 08.2004 по 2008 — очолював Департамент МЗС України, до сфери компетенції якого входить розвиток двосторонніх відносин з державами Центральної та Східної Європи, Балканського регіону, Південного Кавказу.
З 15.03.2008 — 29.06.2010 — Надзвичайний та Повноважний Посол України в Литовській Республіці.
З 29.06.2010 по 29 квітня 2019 — Постійний представник України при міжнародних організаціях у Відні.
Від 4 травня 2022 року — Надзвичайний та Повноважний Посол України в Румунії.

## ОБСЄ
- У 2011 році — Голова Економіко-довкільного комітету
- У 2012 році — Голова Контактної групи зі співробітництва із Середземноморськими партнерами
- У 2012—2014 рр. — член Трійки ОБСЄ
- У 2013 році — Голова Постійної ради ОБСЄ
- У 2014 році — Голова Контактної групи зі співробітництва з Азійськими партнерами

## Сім'я
- Старший брат — Прокопчук Олександр Васильович (1961), російський генерал-майор МВС[7][8][9].